# كاهغان سفلي
كاهغان سفلي (بالفارسية: کاهگان سفلی) هي قرية تقع في قسم بشتكوة موغوئي الريفي في إيران. يقدر عدد سكانها بـ 136 نسمة .